# Baijiania borneensis
Baijiania borneensis là một loài thực vật có hoa trong họ Cucurbitaceae. Loài này được (Merr.) A.M.Lu & J.Q.Li mô tả khoa học đầu tiên năm 1993.